# Ensemble Kreftingstraße
Das Ensemble Kreftingstraße in Bremen - Mitte, Ortsteil Ostertor, Kreftingstraße 1 bis 22, steht seit 1973 als Bremer Kulturdenkmal unter Denkmalschutz. Die Straße führt von den Straßen Beim steinernen Kreuz/Bauernstraße zum Am Dobben.

## Geschichte

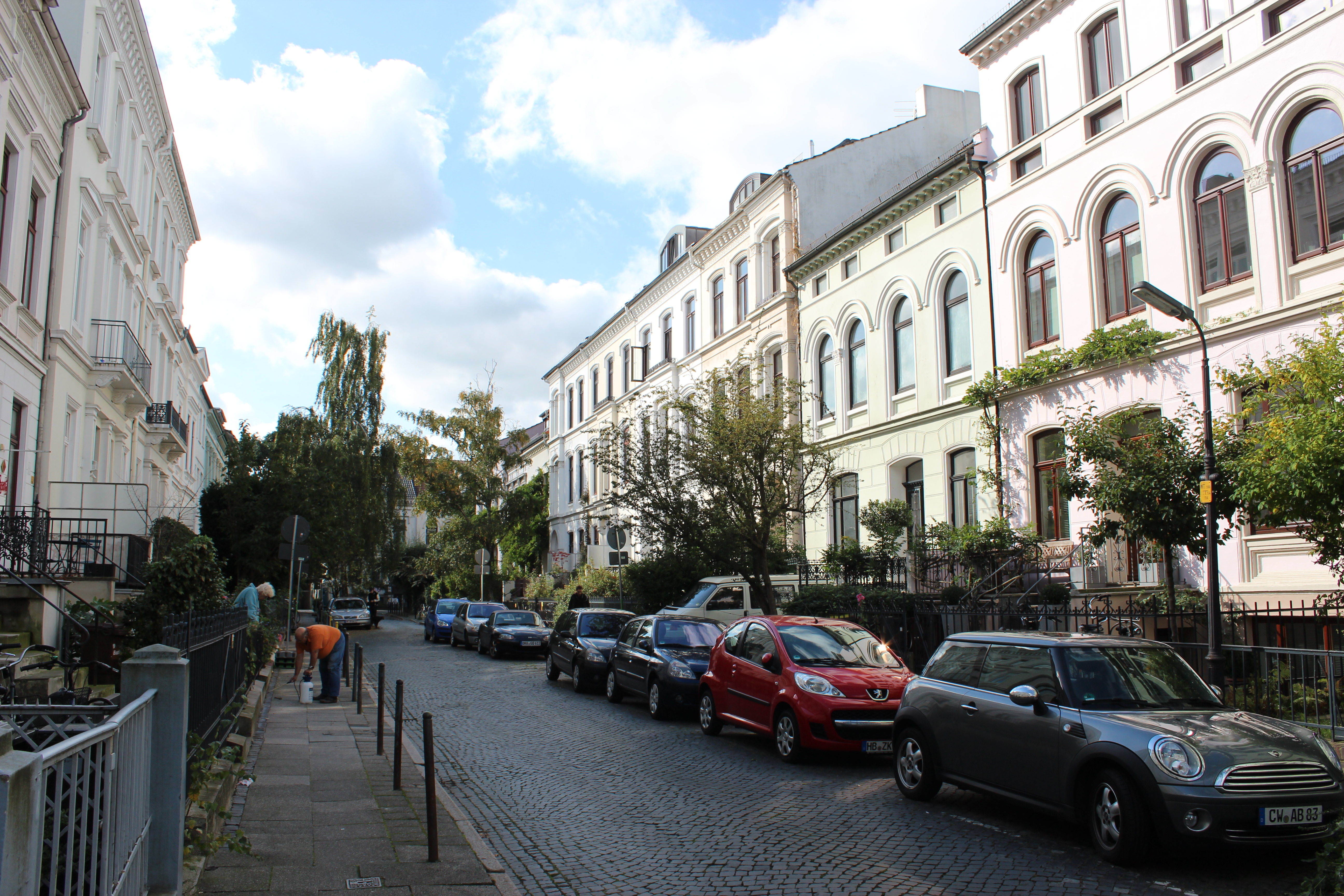
Ensemble Kreftingstraße

Name

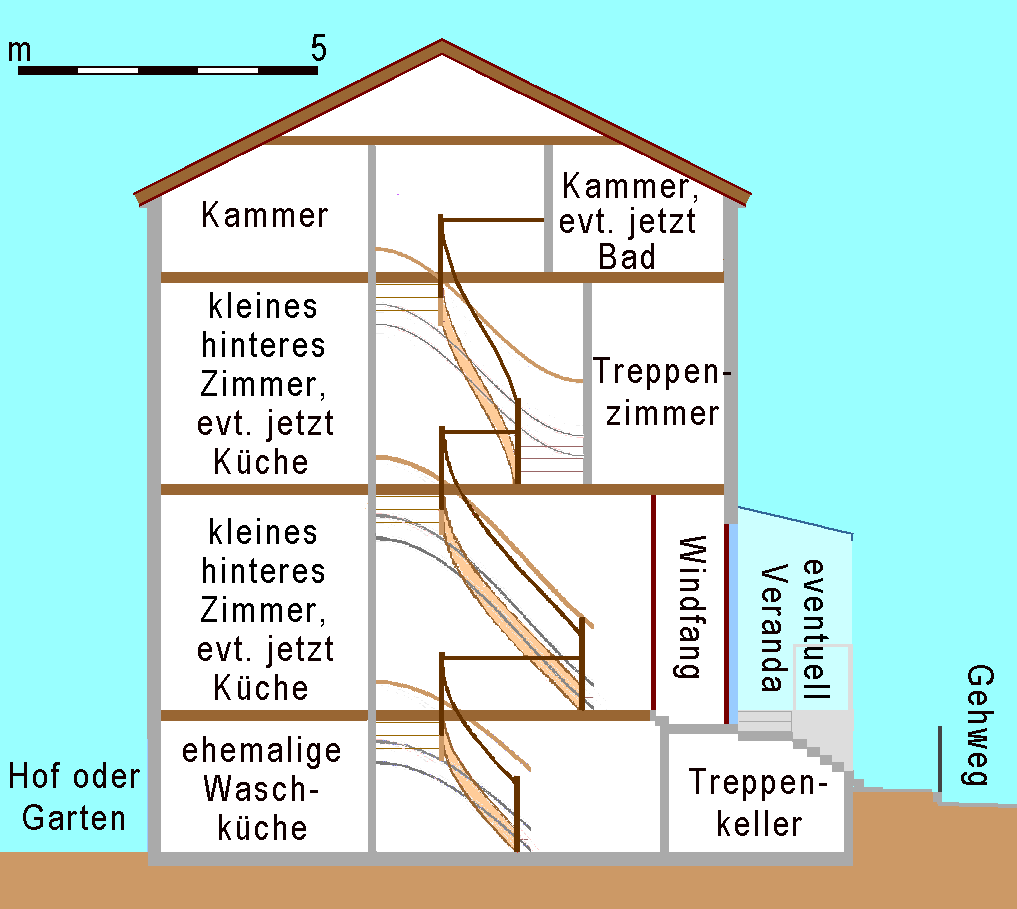
Typischer Querschnitt eines Bremer Hauses, Treppenseite

Die Kreftingstraße erhielt ihren Namen nach dem Bremer Bürgermeister Heinrich Krefting (1562–1611), einem einflussreichen Rechtswissenschaftler, Diplomaten und Bürgermeister, der sich um die Unabhängigkeit Bremens verdient gemacht hatte.
Die Bebauung an der Kreftingstraße erfolgte durch Unternehmer. Diese Straßengründungen war in Bremen bei vielen anderen Straßen üblich, bei denen Bauunternehmer die Bebauung von Straße und Gebäude initiierten.
Bebauung
Die Gebrüder Bolte hatten 1853 die Charlottenstraße und 1854 die Bernhard- und die Luisenstraße angelegt und waren durch ihr Baugeschäft reich geworden. Die beiden Architekten und Bauunternehmer Bernhard Bolte und Johann Heinrich Bolte erhielten vom Senat die Erlaubnis, auf dem von ihnen erworbenen Grundstück eine Straße in der damals vorgeschriebenen Breite von 24 Fuß (6,94 Meter) zu pflastern sowie einen Wasserlauf und einen öffentlichen Brunnen auf ihre Kosten zu bauen. Die Straße mussten sie anschließend ohne Gegenleistung an den Staat abtreten. Auf den unbebauten Grundstücken entstanden 1860 und 1861 die Wohnhäuser, die nach der Fertigstellung einzeln verkauft wurden.
Die Bebauung für bürgerliche Schicht erfolgte auf engstem Raum mit unterschiedlichen Typen größerer Bremer Häuser. Am häufigsten sind die dreigeschossigen, 3-achsigen Häuser wie bei den Nummern 4 bis 7 mit ihren zusammenhängenden Fassade und Nr. 1 und 21 vertreten. Weiterhin gibt es, zumeist paarweise zusammengefasst, kleinere, zweigeschossige Häuser wie bei Nr. 8, 9, 14 und 15 sowie 12/13 mit einem Mitteleingang oder vierachsig Häuser wie bei Nr. 3, 17 und 20. Dreigeschossig und vierachsig sind die größeren, zusammengefassten Häuser Nr. 18/19 und das große Eckhaus zur Straße Am Dobben, das um 1910 aufgestockt wurde.
An den bevorzugten Eckgrundstücken Nr. 10 und 12 standen die privaten Wohnhäuser der Brüder. Das durch seine Fassadengestaltung und die Loggia gestaltete Wohnhaus Nr. 12 Johann Heinrich Boltes besaß ursprünglich einen größeren Vorgarten. Alle Häuser haben das beim Bremer Haus übliche Souterraingeschoss.
Im Stile des Historismus sind alle Gebäude durch die klassizistische Fassadengestaltungen durchaus unterschiedlich geprägt. Sie erhielten viele Eisengusselemente.
Gebäude
Auch heute (2014) werden die Häuser für Wohnzwecke genutzt sowie für Praxen und Dienstleister.
- Nr. 1: Bis 1897 Sitz des Lehrerseminar
- Nr. 10: 3-gesch. Haus von Bernhard Bolte
- Nr. 12: 3-gesch. Haus von Johann Heinrich Bolte

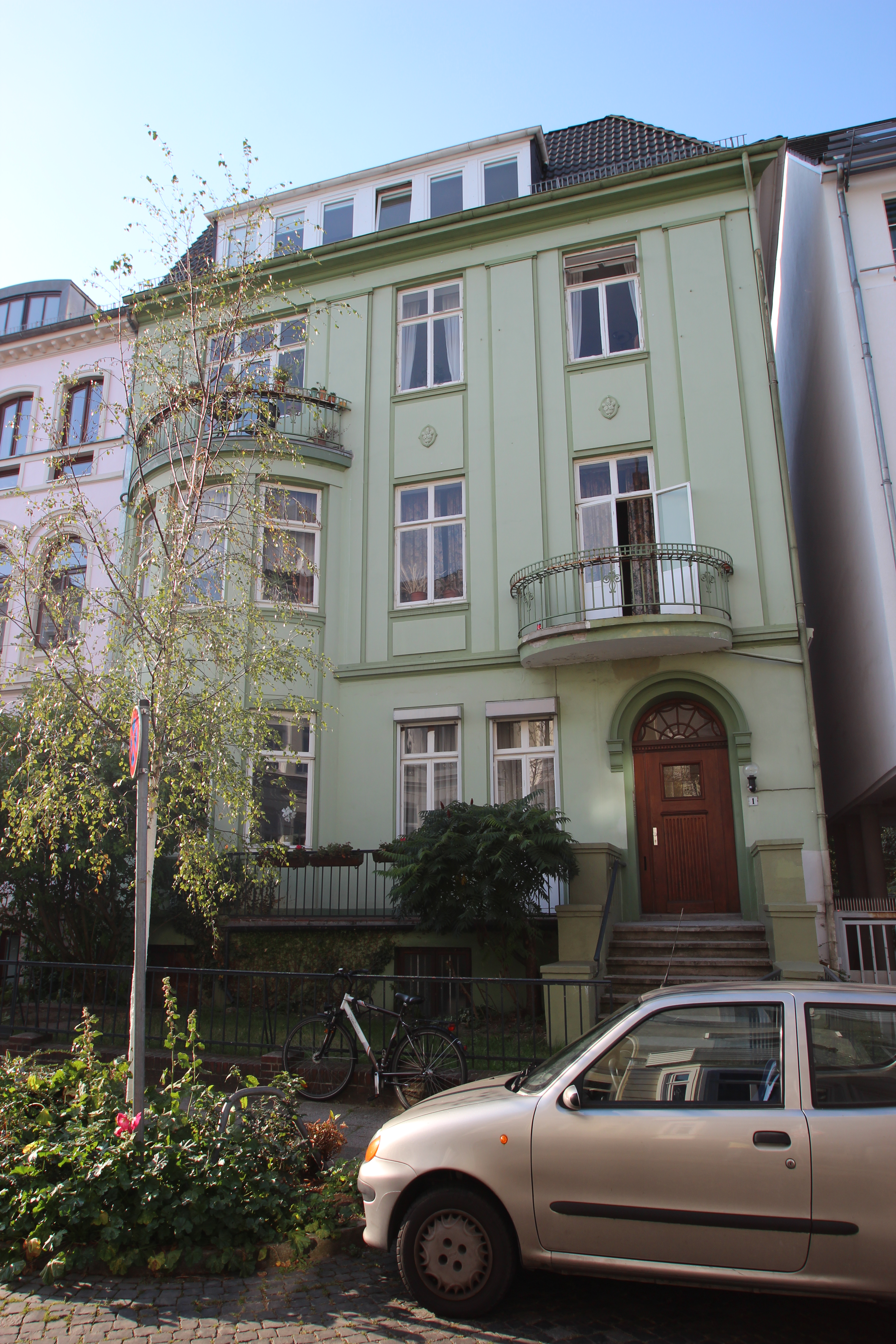
Kreftingstraße 1
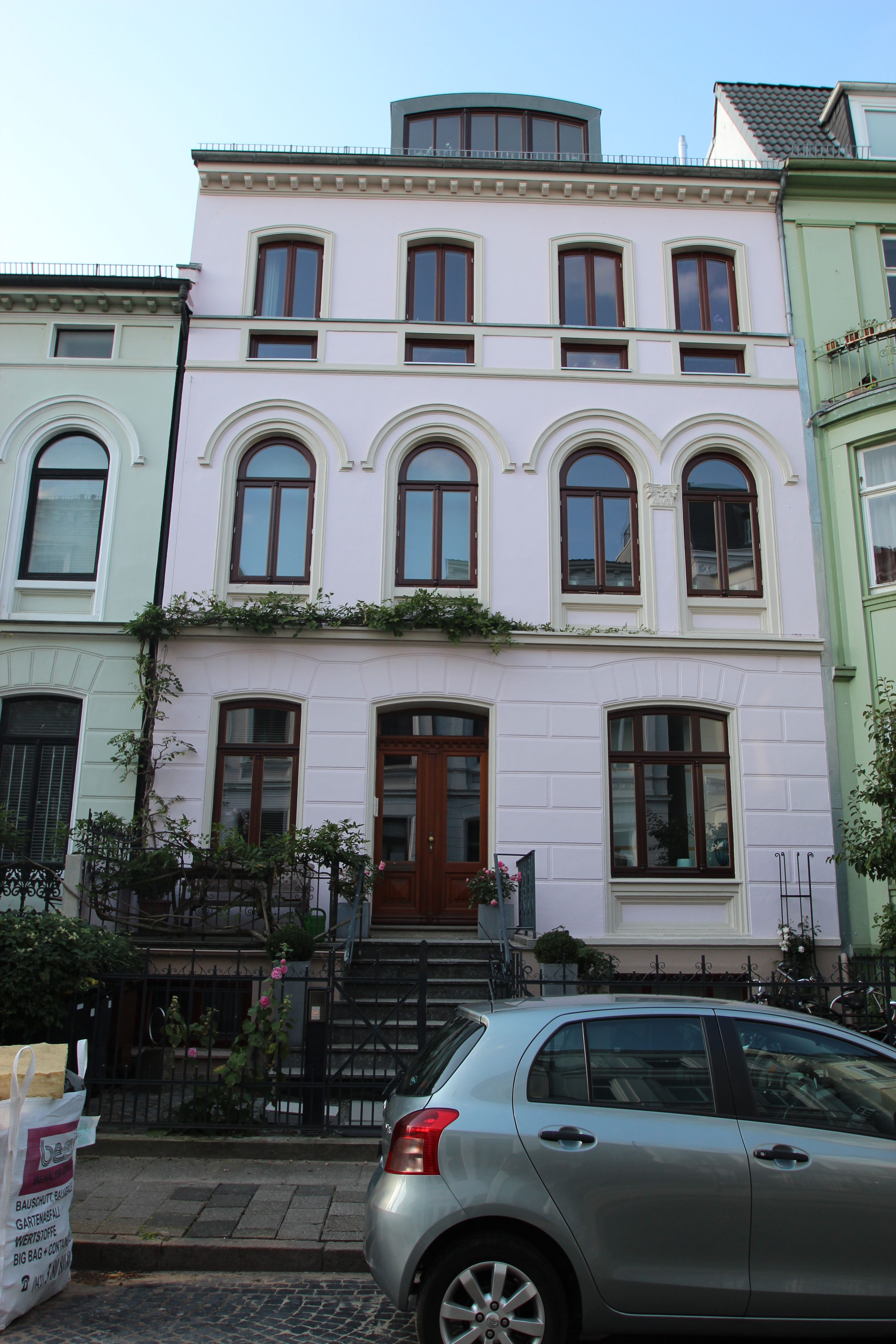
Kreftingstraße 2
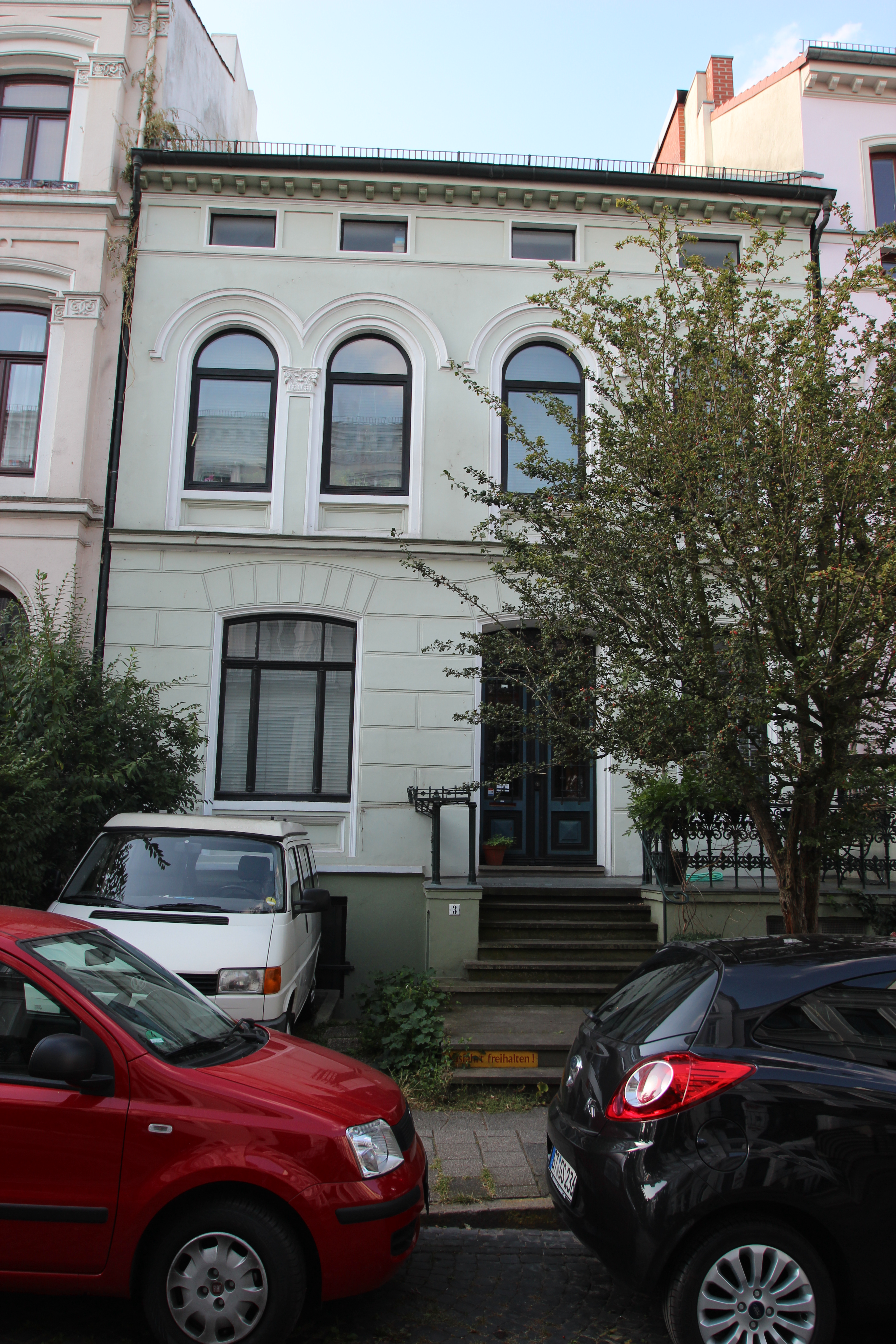
Kreftingstraße 3
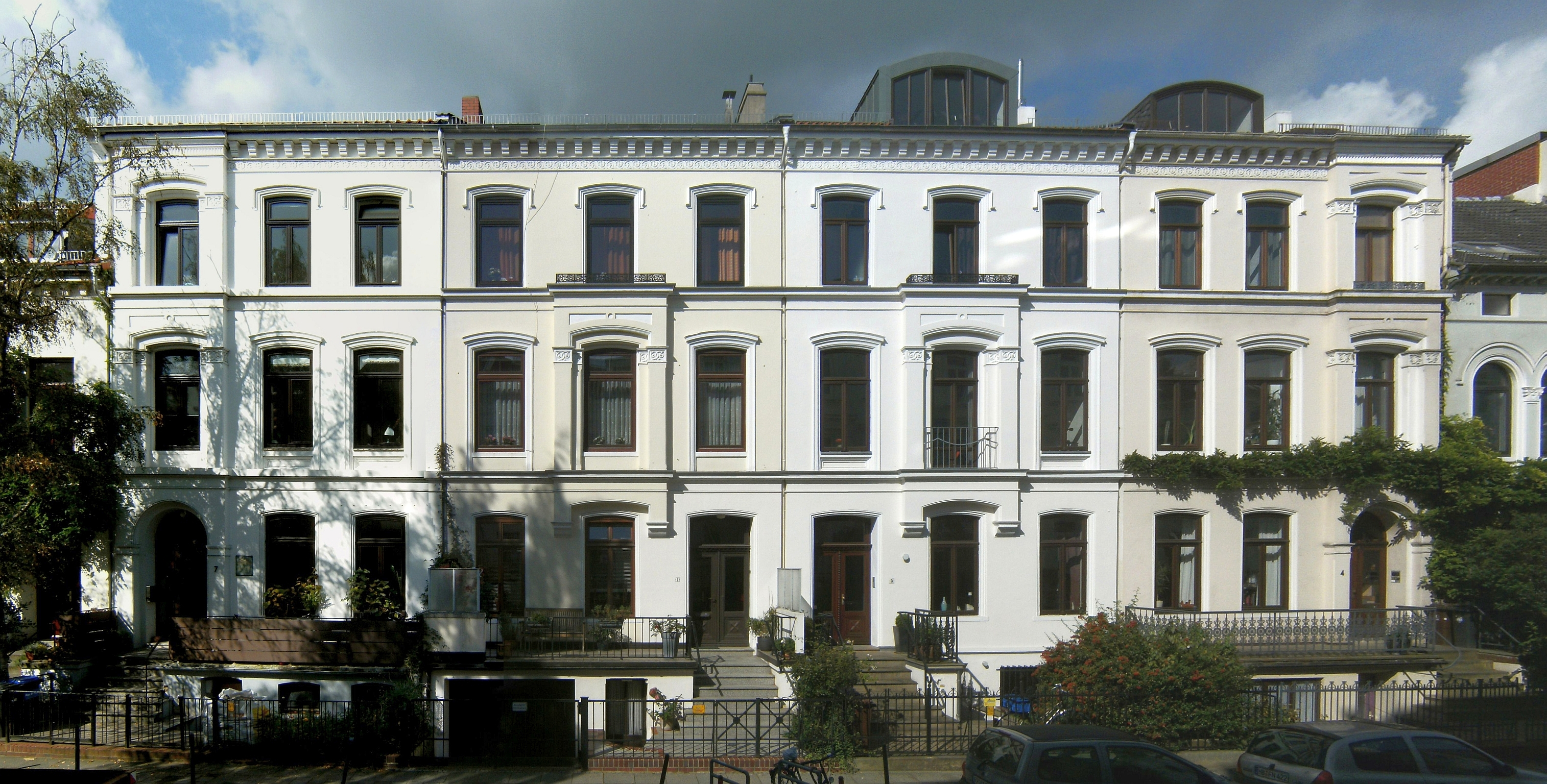
Kreftingstraße 4 bis 7
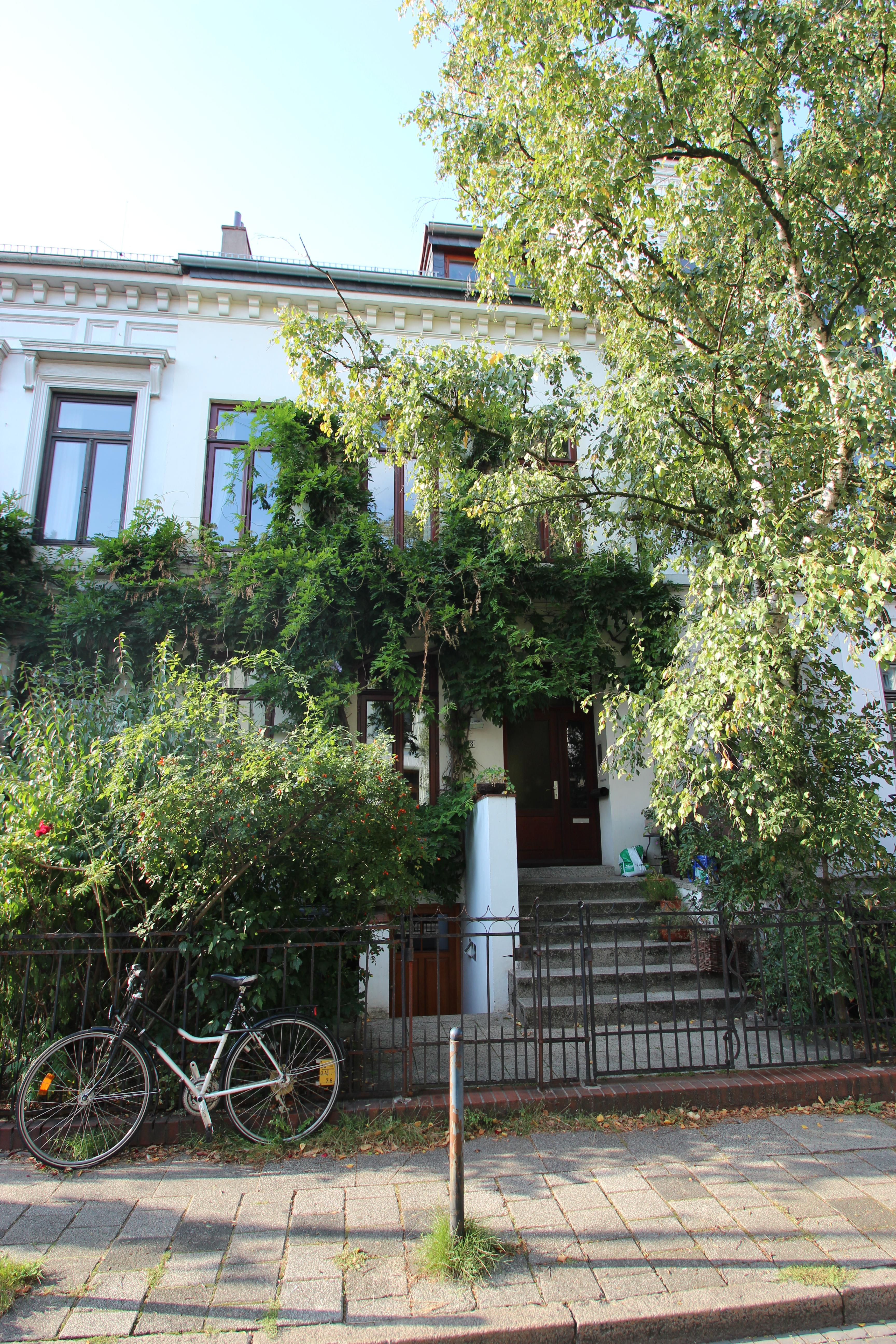
Kreftingstraße 8
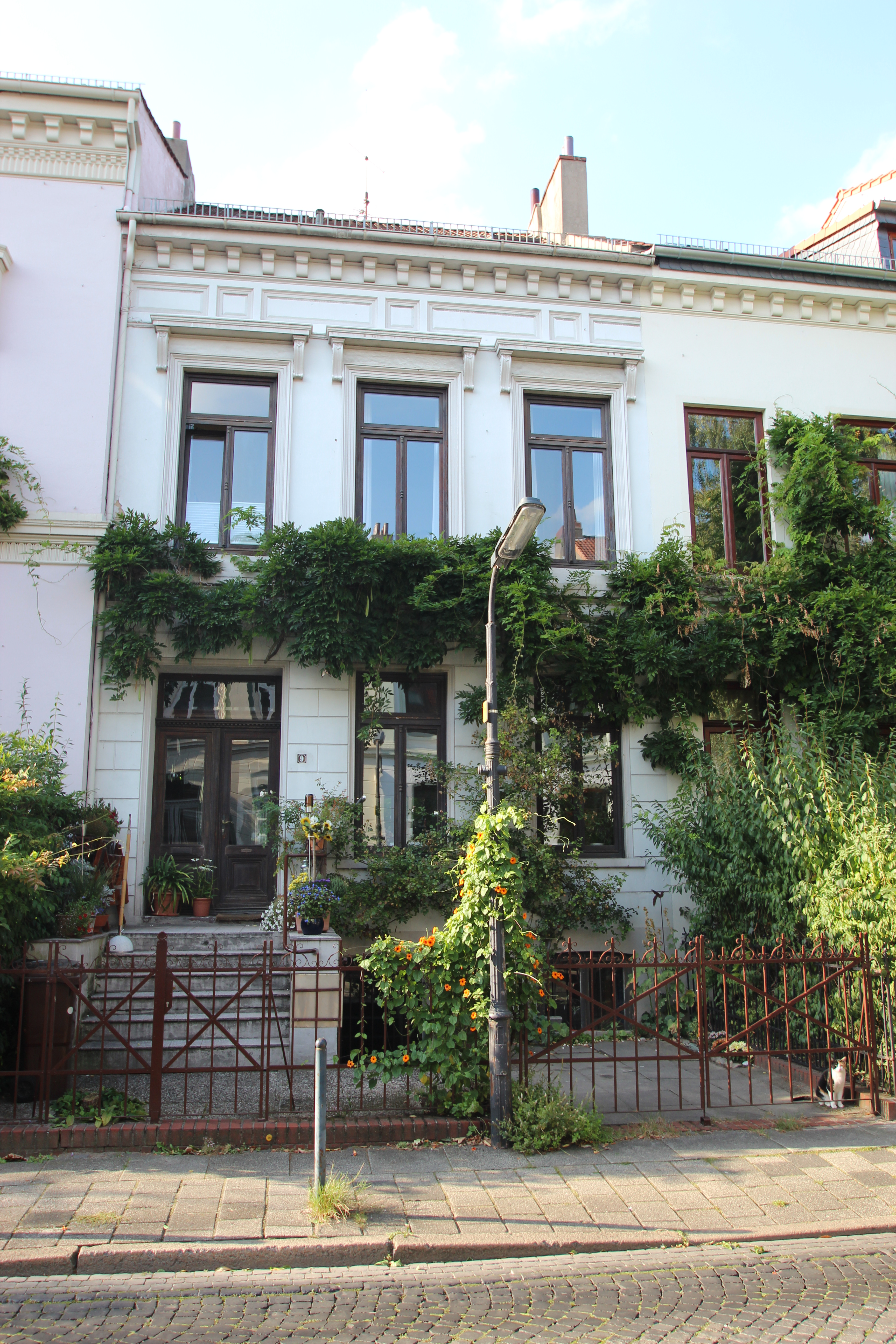
Kreftingstraße 9
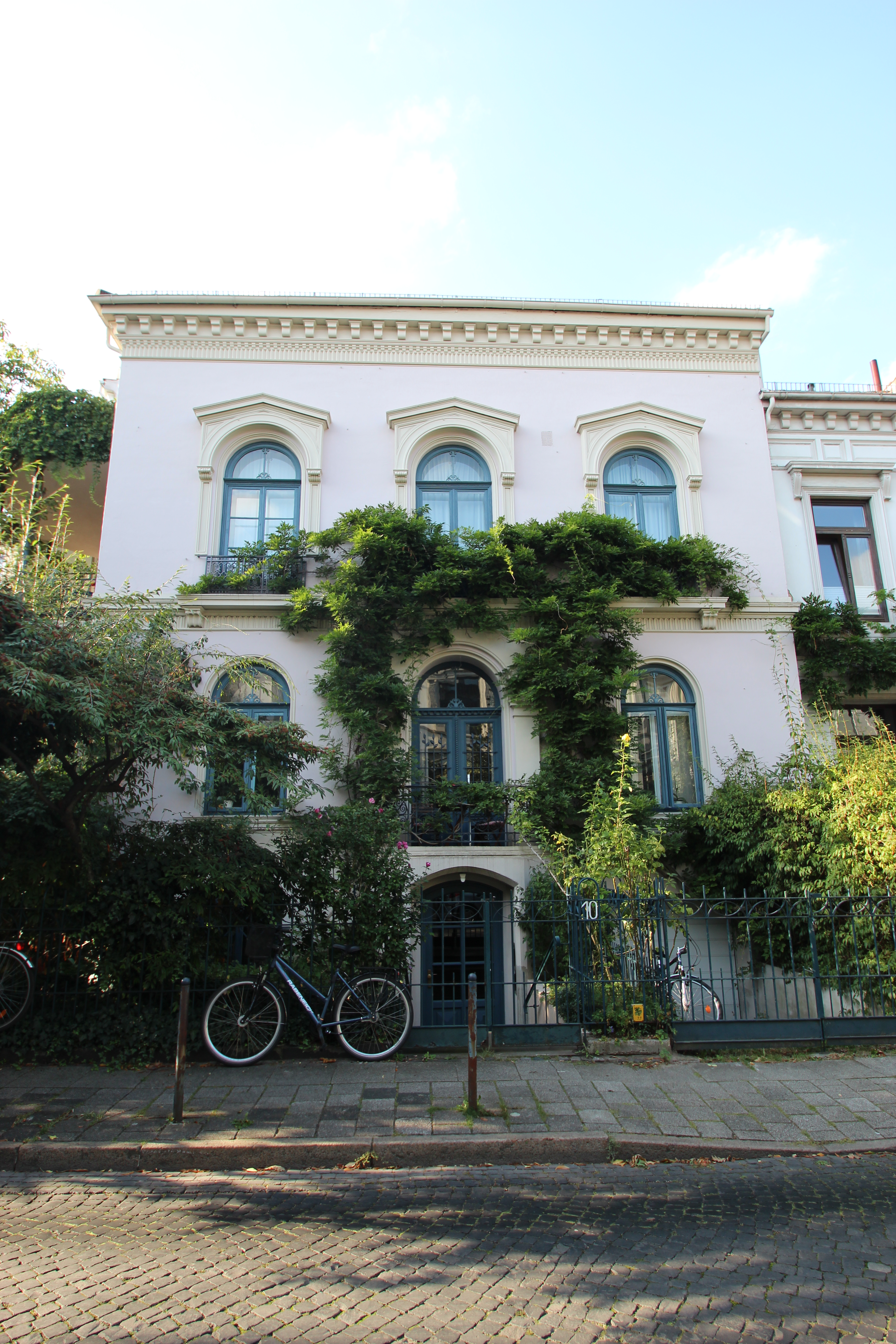
Kreftingstraße 10
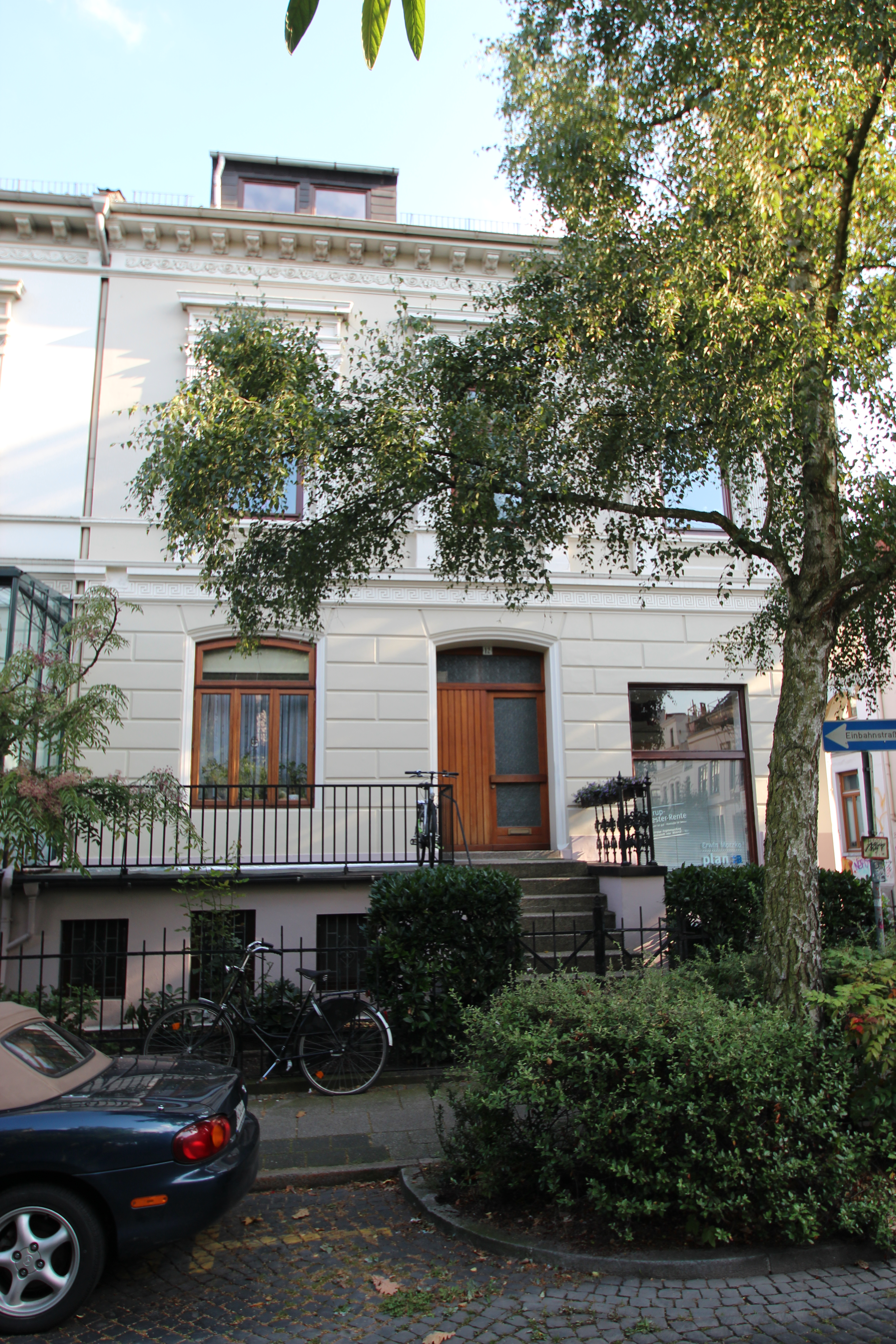
Kreftingstraße 12
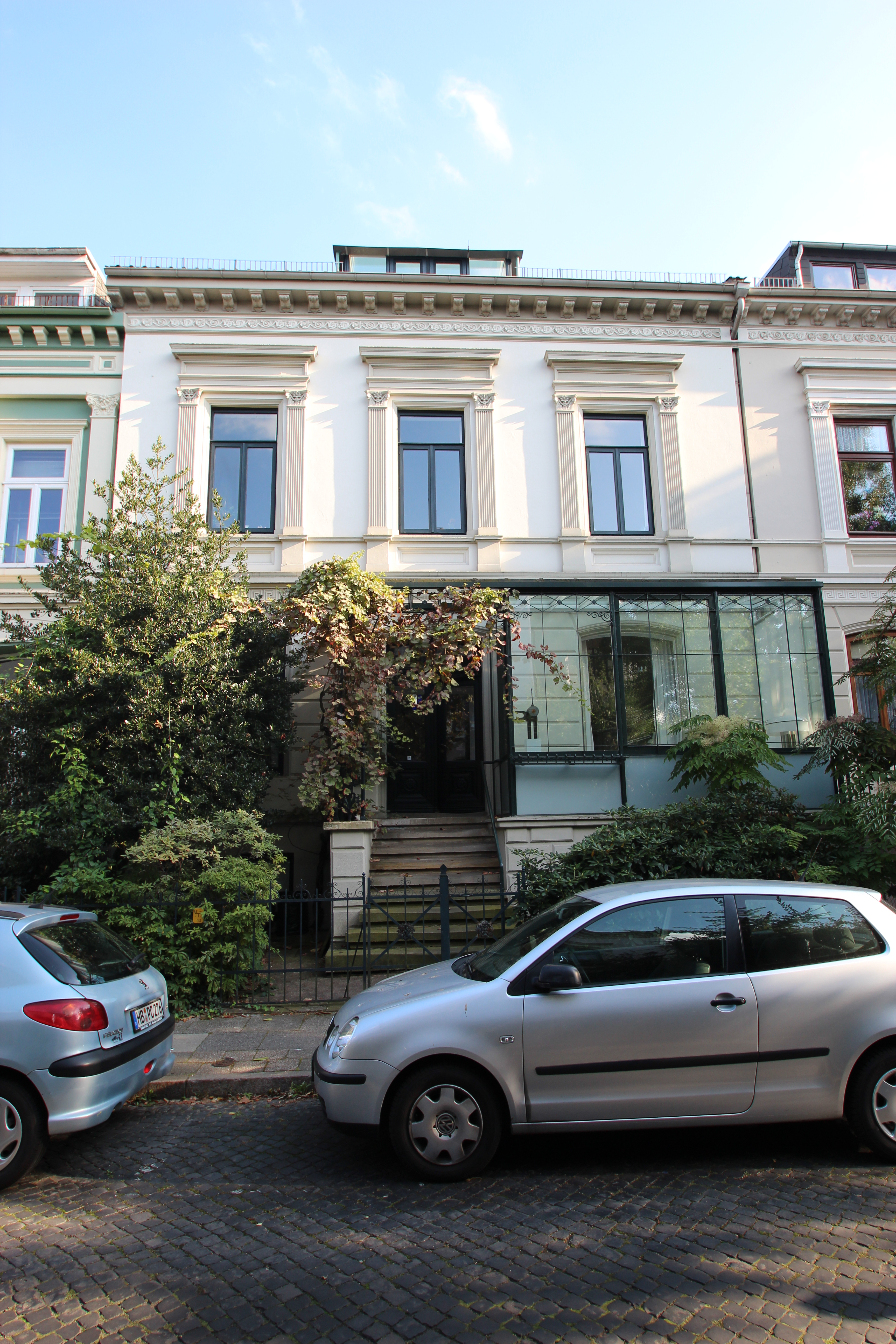
Kreftingstraße 13
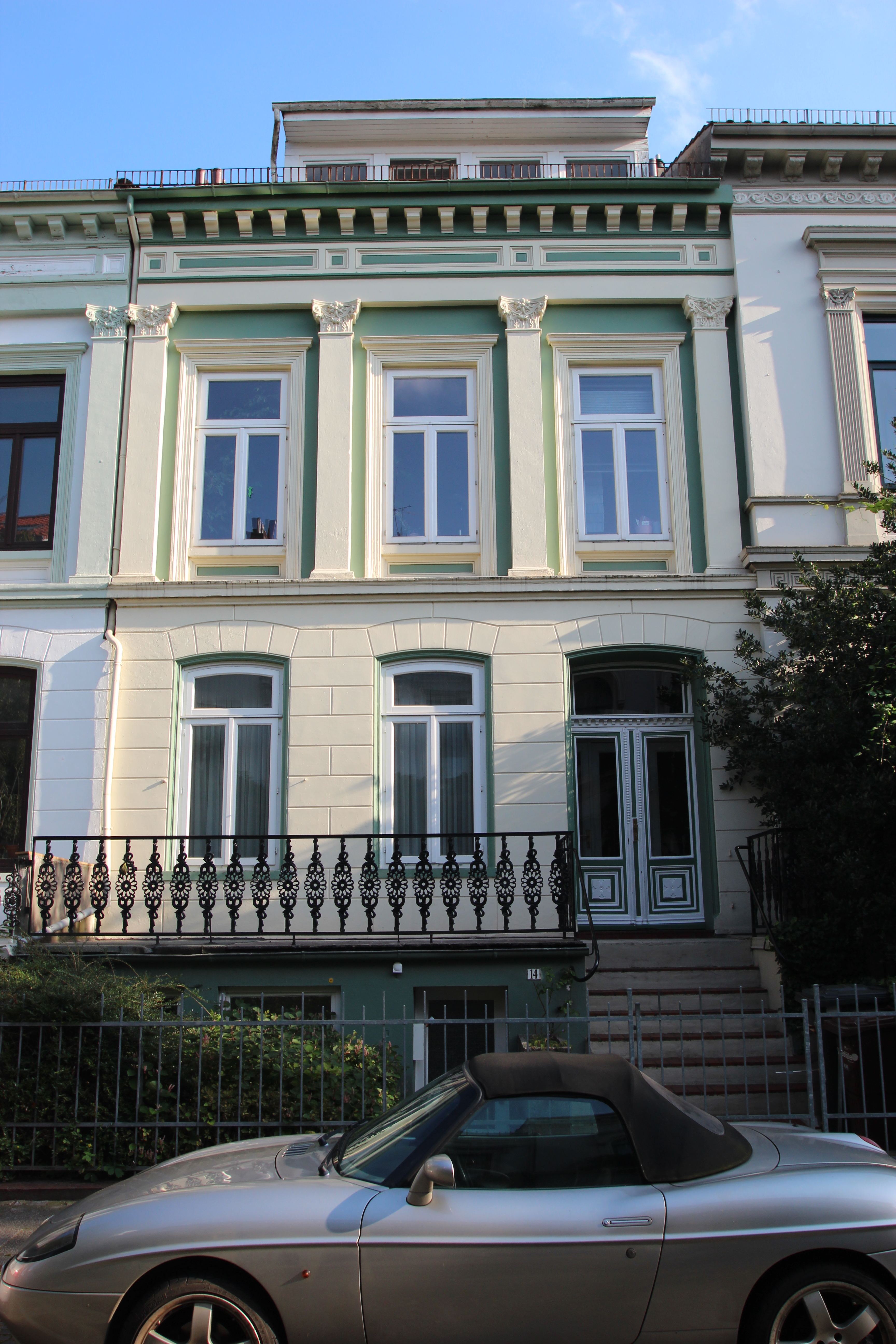
Kreftingstraße 14
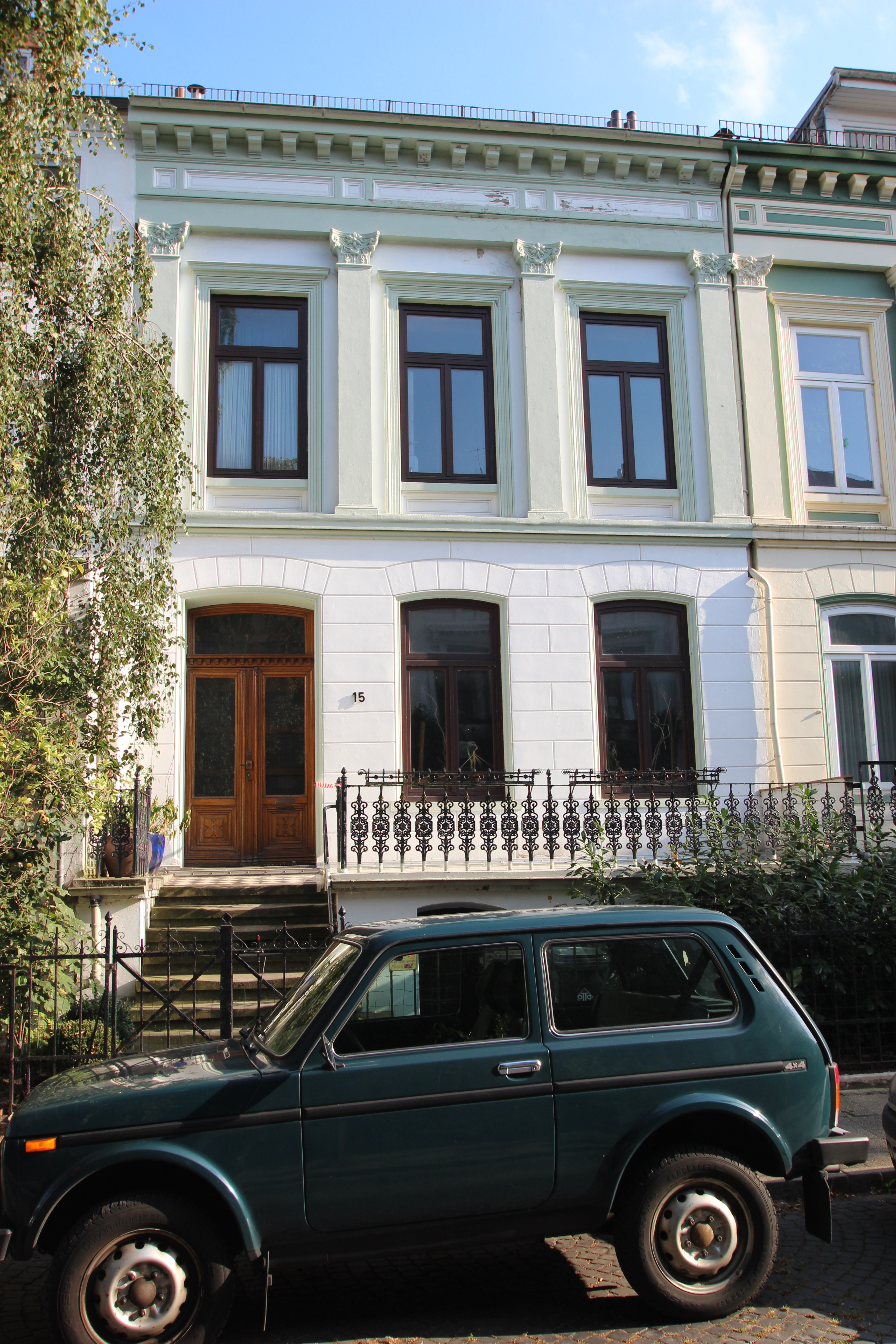
Kreftingstraße 15
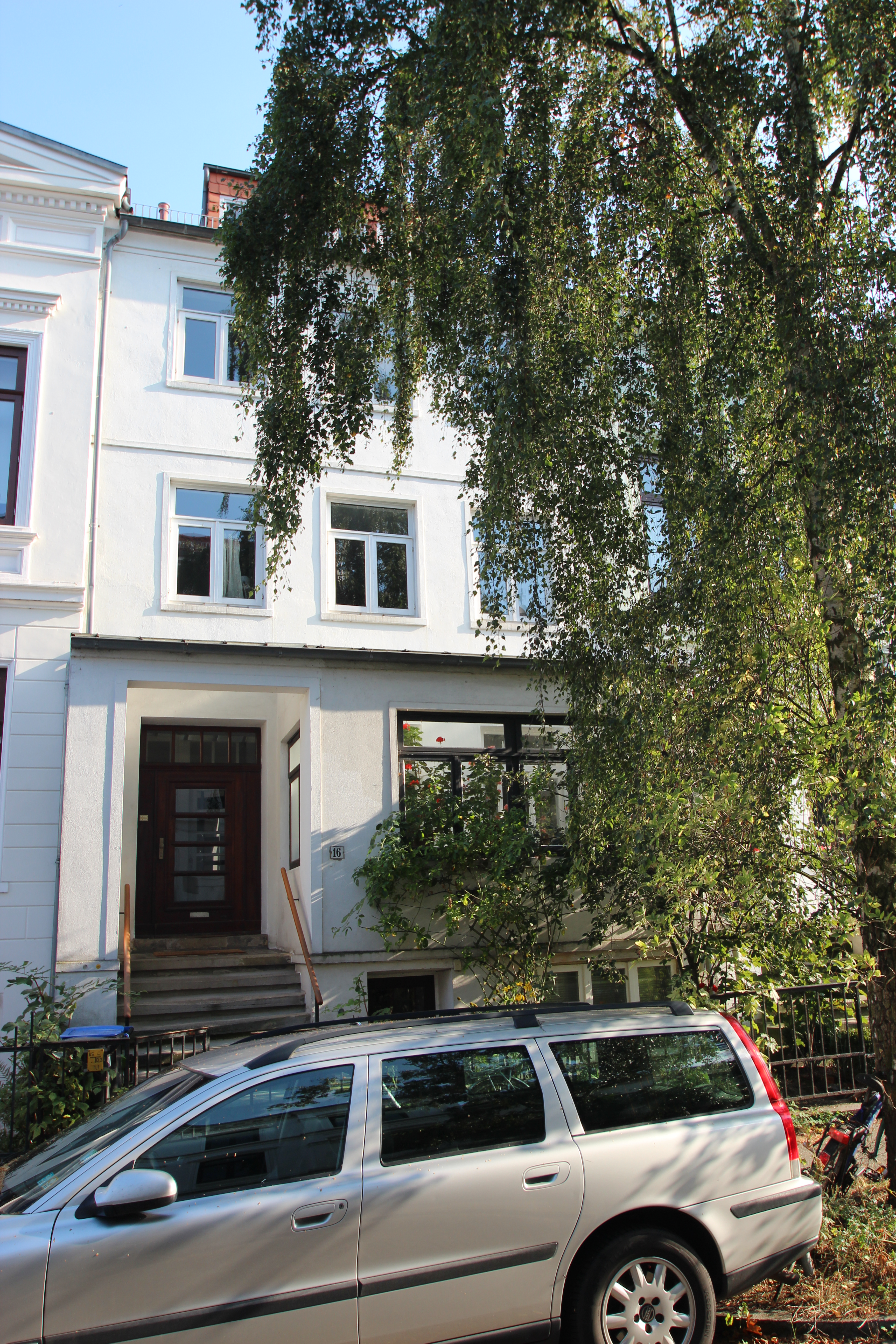
Kreftingstraße 16
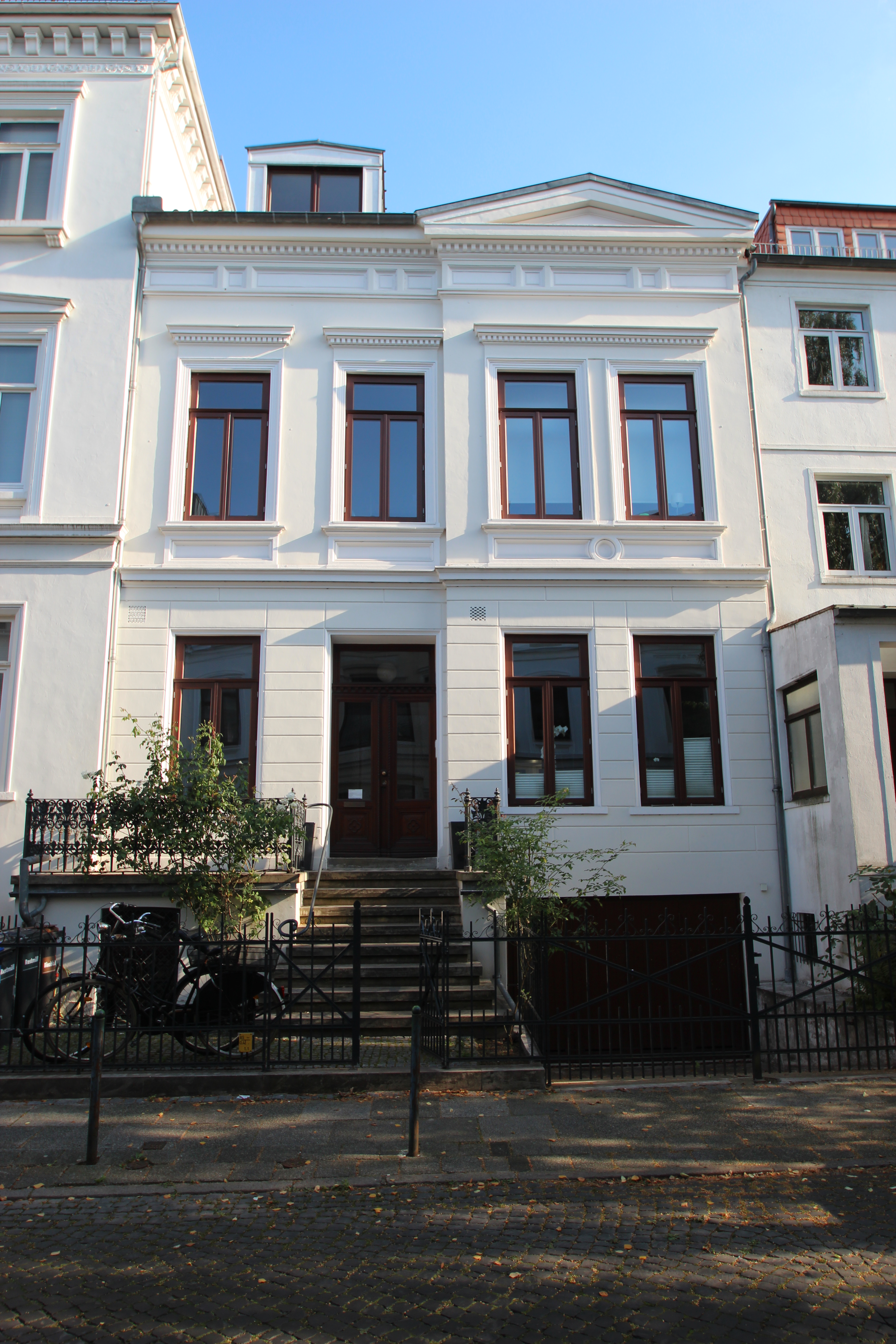
Kreftingstraße 17
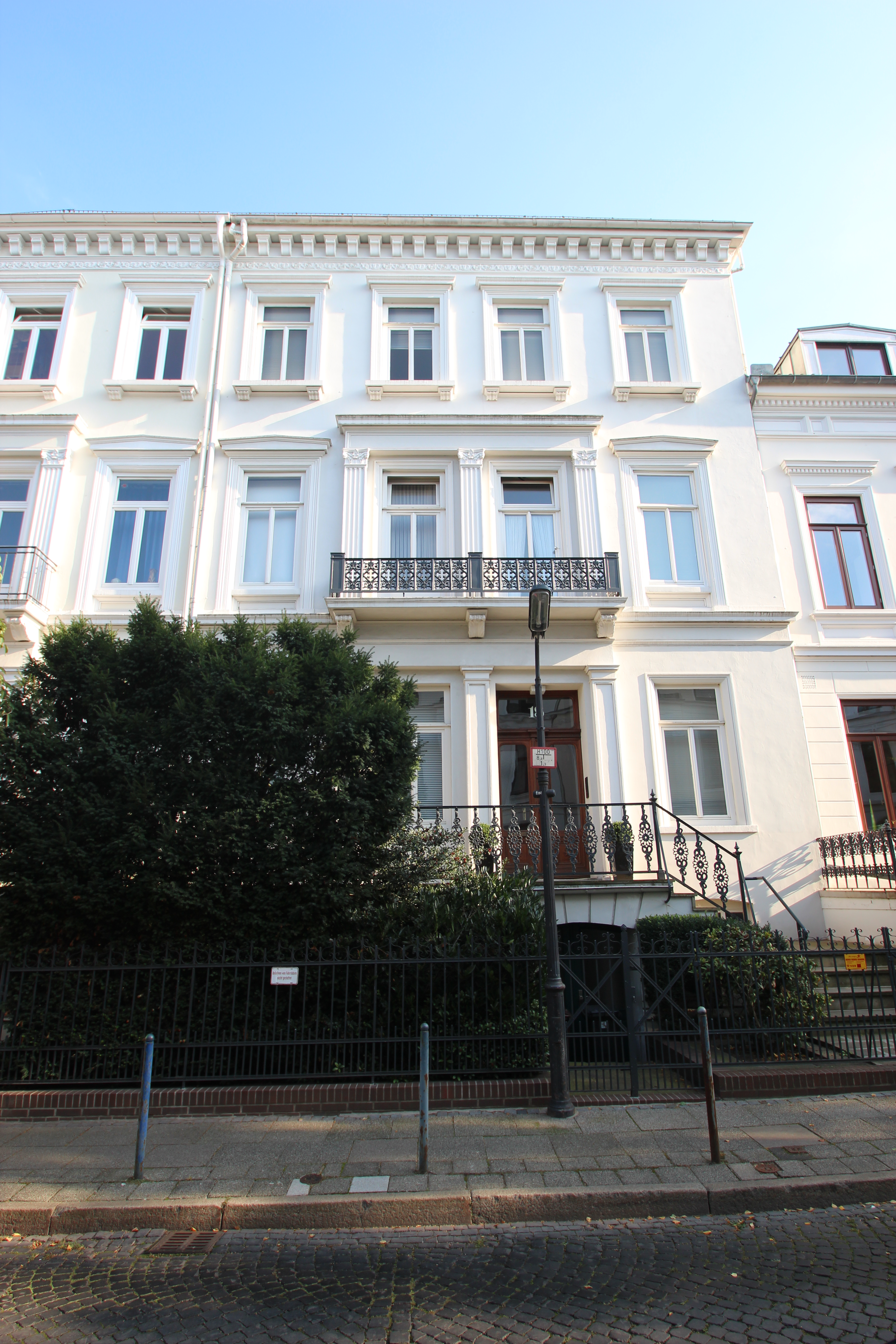
Kreftingstraße 18
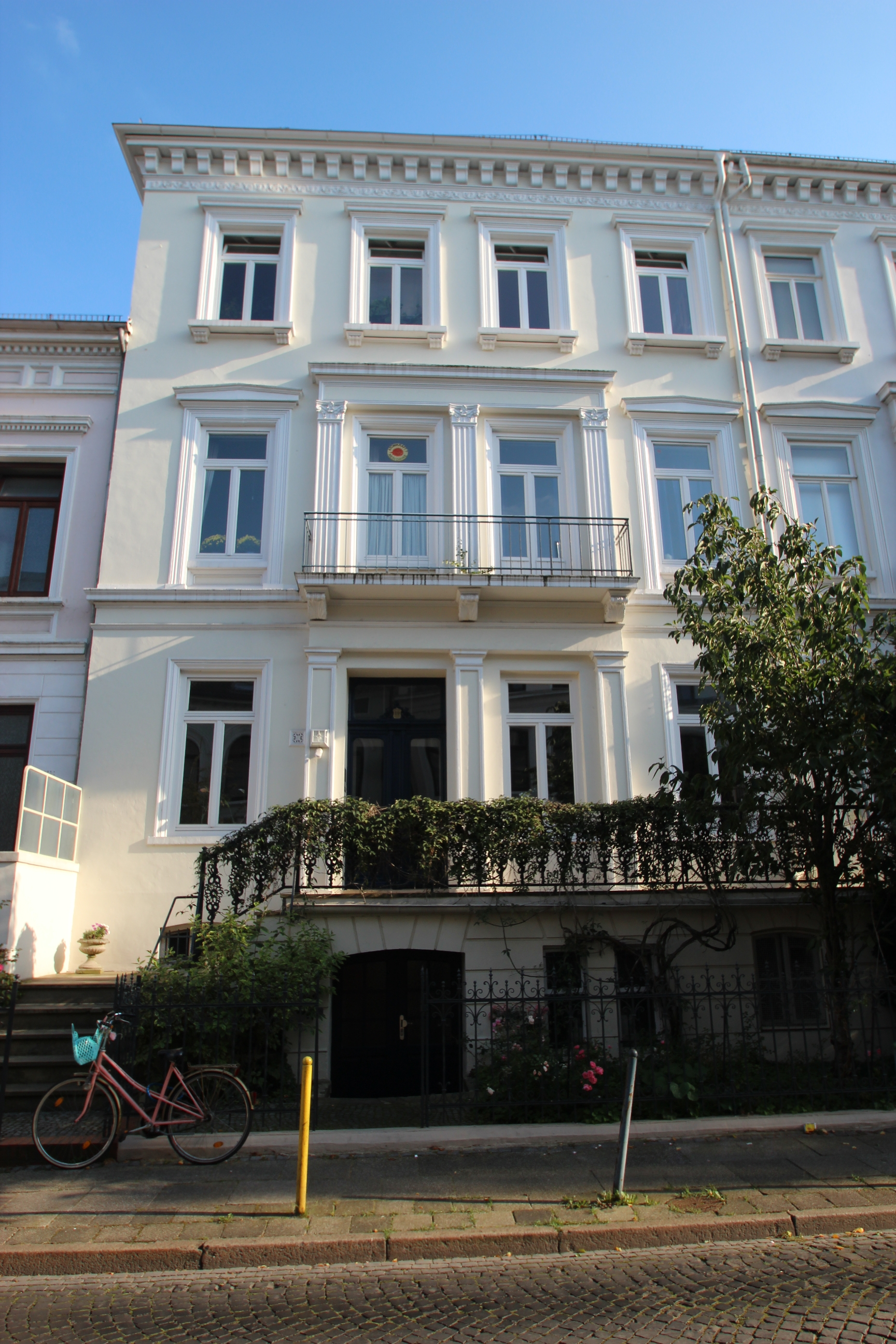
Kreftingstraße 19
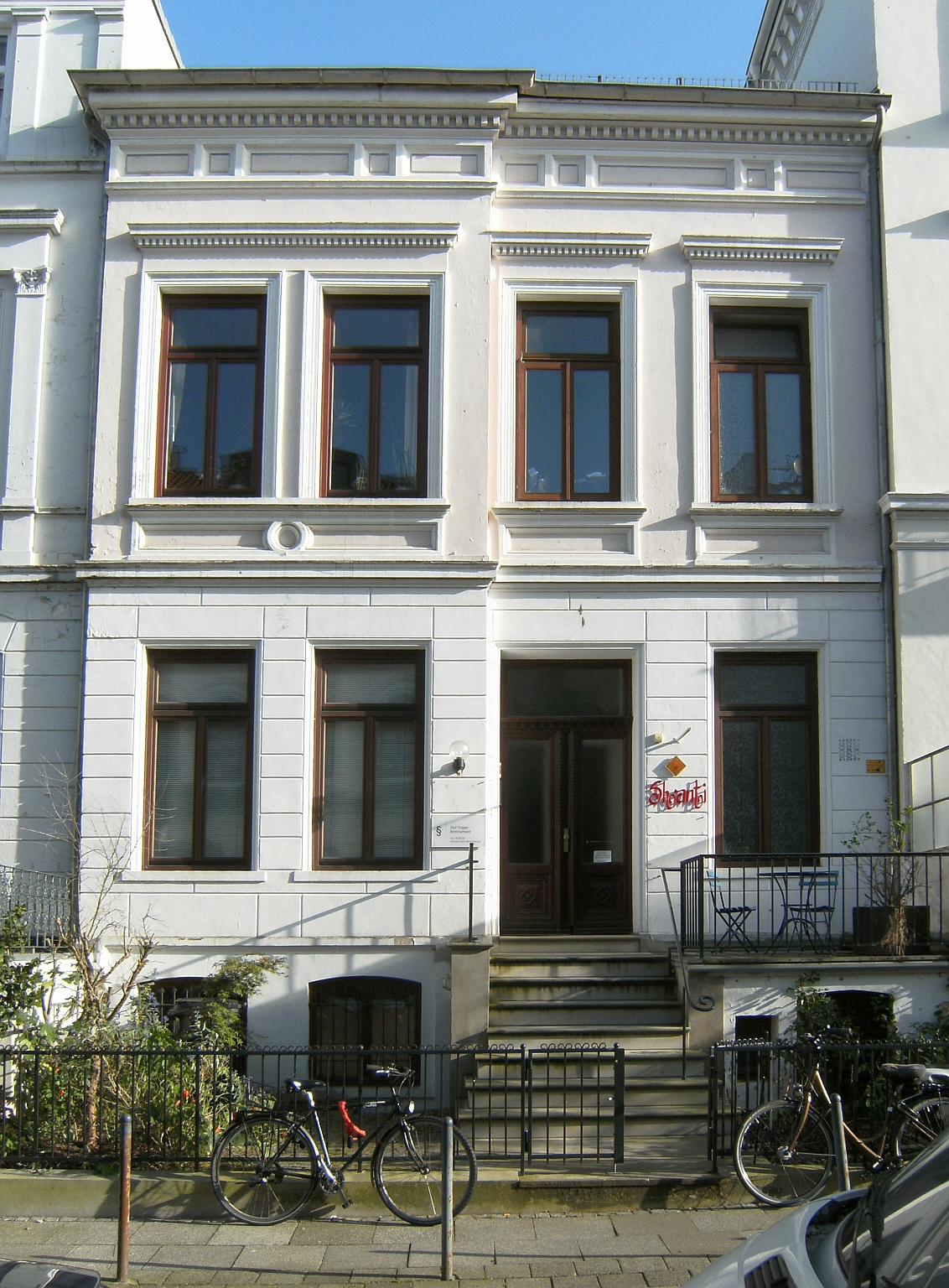
Kreftingstraße 20
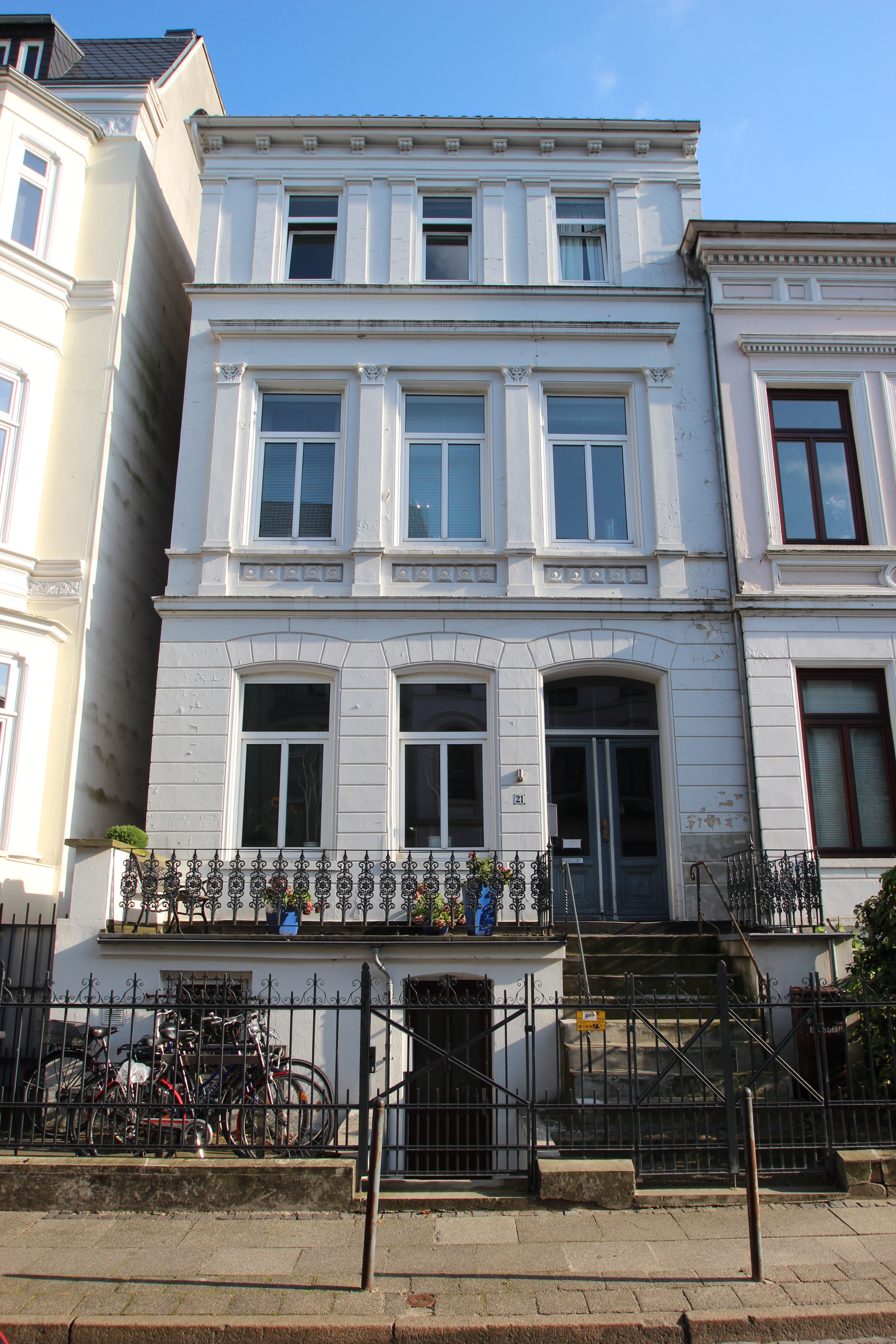
Kreftingstraße 21
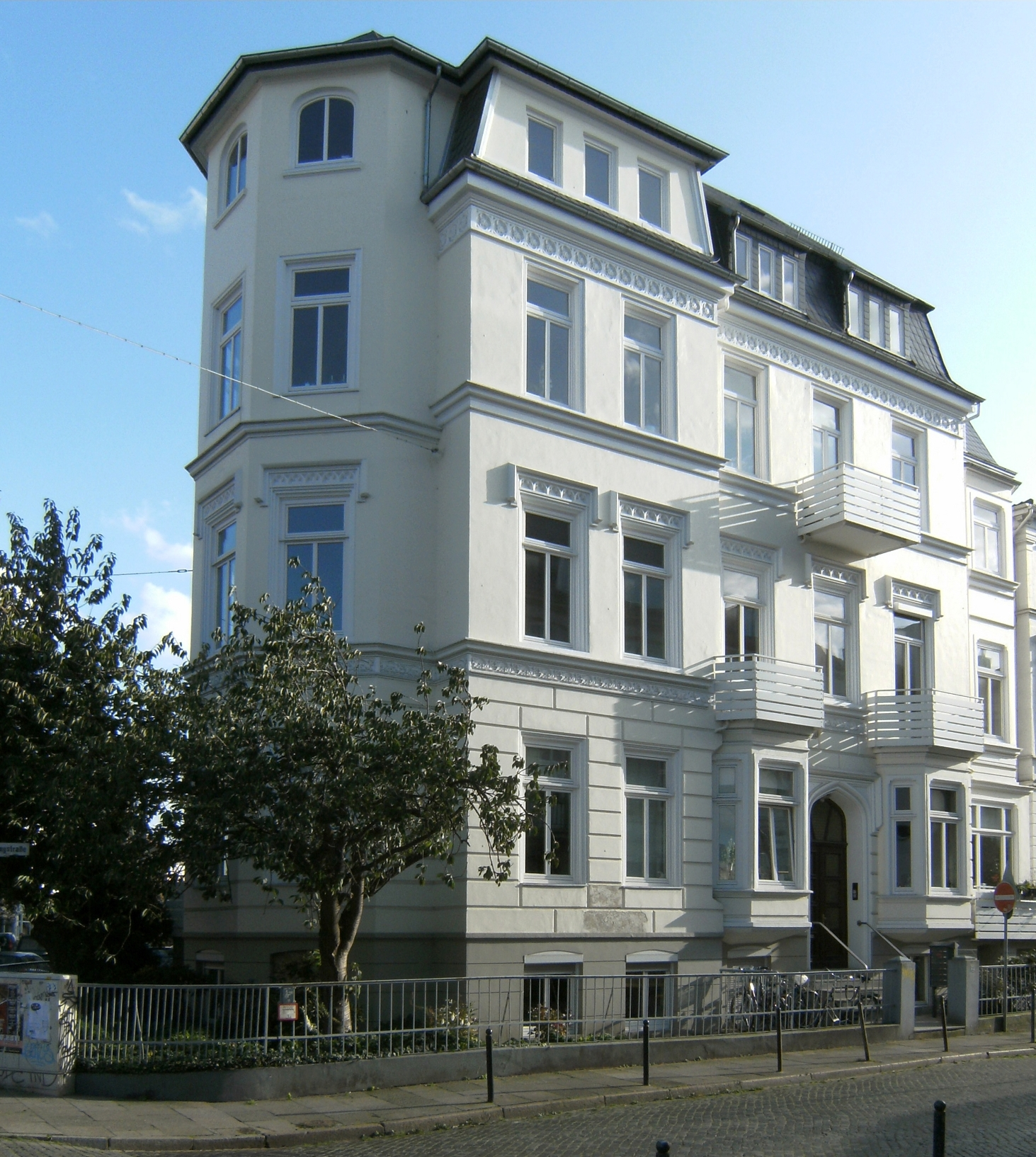
Kreftingstraße 22